# Takashi Kojima
Takashi Kojima (jap. 小島 卓, Kojima Takashi; * 4. August 1973 in der Präfektur Shiga) ist ein ehemaliger japanischer Fußballspieler.

## Karriere
Kojima erlernte das Fußballspielen in der Schulmannschaft der Tokai University Daiichi High School und der Universitätsmannschaft der Kinki-Universität. Seinen ersten Vertrag unterschrieb er 1995 bei Kashiwa Reysol. Der Verein spielte in der höchsten Liga des Landes, der J1 League. Für den Verein absolvierte er vier Erstligaspiele. 1999 wechselte er zum Ligakonkurrenten Vissel Kobe. Für den Verein absolvierte er 12 Erstligaspiele. Ende 2000 beendete er seine Karriere als Fußballspieler.